# معركة إكمول
وقعت معركة إيكمول في 22 أبريل 1809، وكانت نقطة التحول في حملة عام 1809، والمعروفة أيضًا باسم حرب التحالف الخامس. لم يكن نابليون الأول مستعدًا لبدء الأعمال العدائية في 10 أبريل 1809، من قبل النمساويين بقيادة الأرشيدوق كارل من النمسا، وللمرة الأولى منذ توليه التاج الإمبراطوري الفرنسي، اضطر إلى التخلي عن المبادرة الاستراتيجية لخصمه. بفضل الدفاع العنيد الذي شنه الفيلق الثالث بقيادة المارشال دافو، والفيلق البافاري السابع بقيادة المارشال ليفبفر، تمكن نابليون من هزيمة الجيش النمساوي الرئيسي وانتزاع المبادرة الاستراتيجية لبقية الحرب.

## الوضع الاستراتيجي
على مدى جبهة تمتد على مسافة خمسين ميلاً، من ريغنسبورغ (راتيسبون بالنسبة للفرنسيين) إلى بفافنهوفن، والتي تميزت بمساحات من التضاريس الوعرة المليئة بالأشجار، لم يتمكن الفرنسيون ولا النمساويون من تطوير معلومات استخباراتية كافية عن قوة خصمهم أو تصرفاته أو نواياه. وبافتراض أن الجزء الأكبر من الجيش النمساوي نشر لتغطية رأس جسرهم في لاندسهوت والطريق السريع الرئيسي إلى فيينا، أطلق نابليون في 20 أبريل 1809 الجزء الأكبر من جيشه في هجوم إلى الجنوب الغربي. كانت معركة آبنسبرغ بمثابة انتصار فرنسي واضح، وبعدها أمر نابليون جميع الفيالق باستثناء الفيلق الثالث بقيادة دافو والفيلق السابع بقيادة ليفبفر (البافاري) بملاحقة وتدمير ما اعتقد أنه بقايا الجيش النمساوي.
ومع ذلك، فإن الهجوم الفرنسي لم يؤد إلا إلى تقسيم الجيش النمساوي، وفصل جناحه الأيسر، المكون من فيلق الجيش الخامس، والفيلق السادس، والاحتياطي الثاني، عن بقية الجيش. سُحب الفيلقين الثالث والرابع من قبل الأرشيدوق كارل إلى الشمال، مشكلين خطًا بطول تسعة أميال من أباخ على نهر الدانوب إلى إكمول على غروس لابر. والأهم من ذلك، دون علم نابليون، حقق النمساويون نصرًا خاصًا بهم في 20 أبريل 1809، من خلال تطويق الحامية الفرنسية في ريغنسبورغ وجسرها الاستراتيجي فوق نهر الدانوب والاستيلاء عليها. سمح الاستيلاء على الجسر في ريغنسبورغ لكارل بإعادة الاتصال بجناحه الأيمن، الفيلق الأول للجنرال دير كافاليري بيليغارد، والفرع الثاني للجنرال كولورات، اللذين كانا منفصلين حتى ذلك الحين عن بقية الجيش النمساوي بواسطة نهر الدانوب.

## خطط المعركة

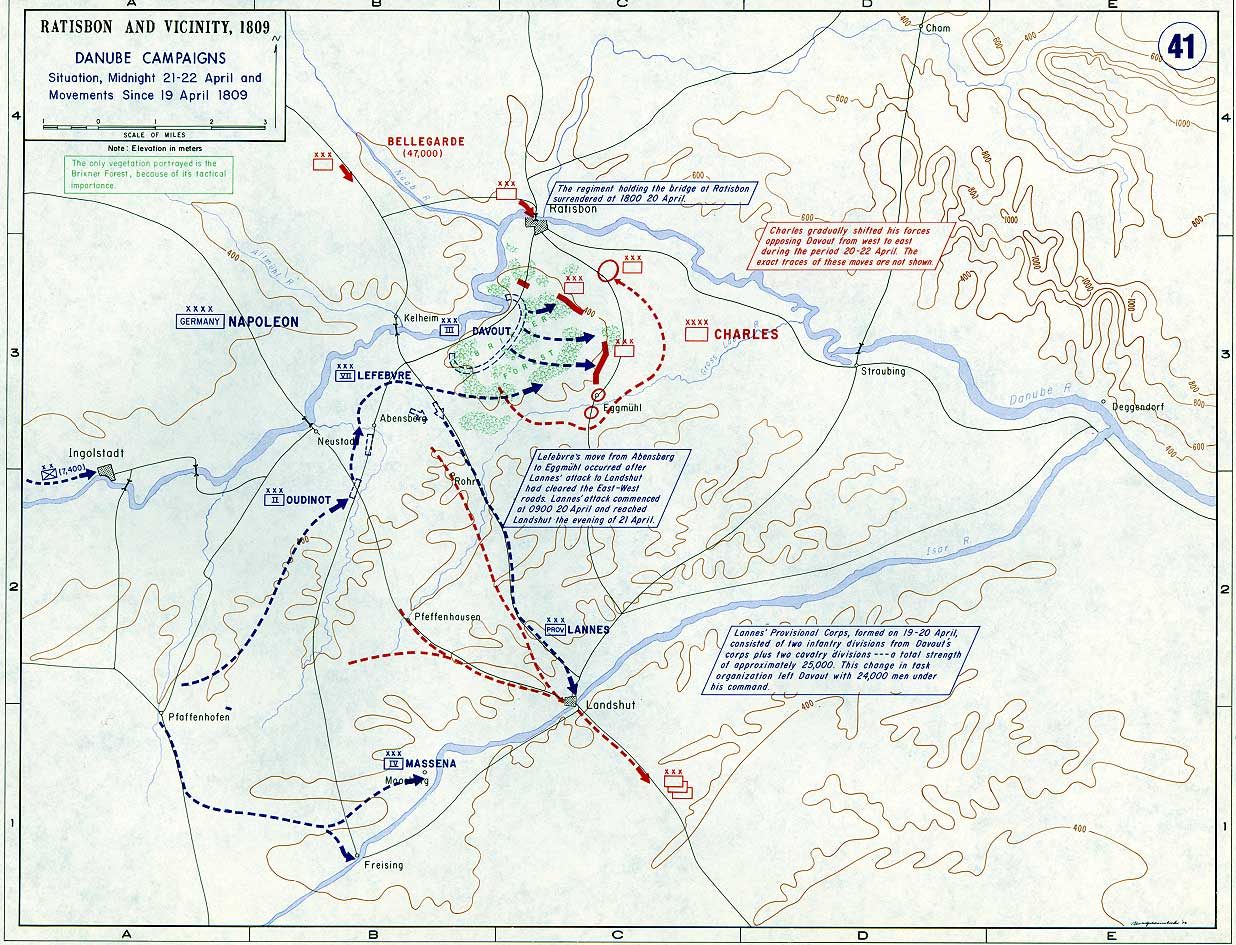
موقع القوات اعتبارًا من منتصف الليل، 21-22 أبريل 1809

مع الاستيلاء على الجسر في ريغنسبورغ، لم يعد الأرشيدوق بحاجة للدفاع عن رأس جسر لاندسهوت، وبدلاً من ذلك انتقل إلى تركيز قواته المتبقية من أجل تطويق وتدمير فيلق دافو. صدرت الأوامر إلى الأمير فريدريش الثالث من هوهينزوليرن-هيتشينجن (15,700 رجل) والأمير فرانز سيراف من روزنبرج-أورسيني (21,460 رجل) بالاحتفاظ بالجناح الأيسر النمساوي، وتثبيت فيلق دافو في مكانه، بينما تقدمت الفرقة الثانية الجديدة (28,168 رجل) التابعة ليوهان كولورات والقنابل اليدوية والدروع النخبة من احتياطي الأمير يوهان من ليختنشتاين جنوبًا من ريغنسبورغ وانتشروا ضد الجناح الأيسر المكشوف لدافو. لسبب غير مفهوم، لم تصدر أوامر إلى الكونت هاينريش فون بيليغارد من الحرس الملكي الألماني، لذا بقيت قواته (27,653 رجل على الضفة الشمالية لنهر الدانوب ولم تلعب أي دور في القتال اللاحق. 
من جانبه، كان نابليون عازمًا على تطويق وتدمير القوات النمساوية المنسحبة إلى الجنوب الغربي إلى لاندسهوت وجسرها عبر نهر إيزار. تم توجيه الفيلق الثاني والرابع (حوالي 57,000 رجل تحت القيادة العامة للمارشال ماسينا) لعبور نهر إيزار من لاندسهوت ومنع النمساويين من العبور إلى الضفة الجنوبية. في هذه الأثناء، وتحت القيادة العامة للمارشال لانيس، كان فيلق لانيس المؤقت، والفيلق السابع (فورتمبيرغ)، وفرقة من الفيلق السابع وفرقتين من الدروع (حوالي 51,000 رجل) يلاحقون النمساويين المهزومين ويدمرونهم عن كثب. تُركت مهمة تطهير ما اعتقد نابليون أنه "ستار من ثلاثة أفواج" إلى دافو، على الرغم من أن أكثر من نصف وحدات الفيلق الثالث الأصلية قد فصلت لإنشاء قوة مهام لانيس.  وعلى الرغم من تقارير دافو التي تشير إلى العكس، فقد أمر نابليون بمهاجمة النمساويين على جبهته في الصباح، بشرط أن يدعمه فيلق ليفبفر المنهك بنفس القدر إذا احتاج إلى المساعدة (ما مجموعه حوالي 36,000 رجل لكلا الفيلقين). 

## 22 أبريل
اصطدمت العناصر القيادية للهجوم النمساوي بسلاح الفرسان المصمم في مونتبرون، والذي تمكن من الحد من زخم الهجوم بفضل التضاريس الجبلية والغابات. أبدى روزنبرغ قلقًا بالغًا عندما أدرك أن قوات دافو لم تكن تتحرك لمواجهة المعركة الجارية، وافترض بحق أن المزيد من القوات الفرنسية في طريقها إلى هناك. وكانت هذه القوات قد وصلت بالفعل وتغلبت على الحرس الجانبي لروزنبرغ. كان نابليون قد حرك الجيش الفرنسي حوالي الساعة الثانية صباحًا في اليوم الثاني والعشرين، وأمر رجاله بالسير 18 ميلًا إلى الشمال في غضون ساعات قليلة فقط، مما يعني أن التعزيزات لدافو كانت ستصل بشكل أسرع من الموعود.
كانت طليعة الهجوم هي القوات الألمانية بقيادة الجنرال فاندام؛ حيث اقتحم هؤلاء الجنود الجسر في إيكمول واستولوا حتى على قلعة المدينة بعد مقاومة نمساوية شرسة. في هذه المرحلة، أطلق دافو رجاله ضد المركز النمساوي في قرية أونترلايشلينج والغابات إلى الشمال. انخرط فوج ليجيري العاشر الشهير في قتال ضار حول الغابات، ولكن في نهاية المطاف تم تعزيزه من قبل البافاريين تحت قيادة ديروي وتمكن من الاستيلاء على المواقع. إلى الشمال من أونترلايشلينج، تمكنت قوات دافو بقيادة لويس فريانت وسانت هيلير من صد المدافعين عن أوبرلايشلينج والغابات المحيطة بها بثبات، واستولت على حصن كان يسيطر عليه جنود القنابل اليدوية المجريون، مما دفع كارل إلى إصدار أمر بالانسحاب العام.
تحول الصراع الآن إلى سلسلة من الاشتباكات الكبرى بين الفرسان حيث حاول النمساويون تحرير جيشهم دون خسارة عدد كبير جدًا من الأسرى. ربما كان أفضل سلاح الفرسان في جيش هابسبورغ، فينسينت شيفو ليجرز وهوسار ستيبسيك، يحتلون خط التلال بيتلبيرج بين إيكمول والغابات فوق أونترلايشينج. تمكنت هذه الوحدات النخبة من تدمير بعض قوات سلاح الفرسان الخفيف الألمانية قبل أن يوقفها المشاة البافارية. أصر نابليون على الاستيلاء الفوري على هذا الموقع وأمر بإرسال فرقتين من سلاح الفرسان الثقيل تحت قيادة سانت سولبيس ونانسوتي. تعرض هؤلاء الفرسان لقصف مدفعي من قبل المدفعية النمساوية ولكنهم تمكنوا رغم ذلك من التغلب على المدفعية بعد أن تمكنوا من التغلب على سلاح الفرسان المعادي.
انتهت المرحلة الأولى من الانسحاب. لقد وجد النمساويون نقطة اختناق في الطريق وأُمِروا بوقف المد الفرنسي. هاجمت ثلاث فرق من الفرسان الفرنسيين مدعومة بسلاح الفرسان الخفيف الألماني الإضافي، وتطورت معركة شرسة. حارب النمساويون ولكن عددهم كان أقل بكثير واضطروا إلى التراجع. خلال هذا الجزء من الصراع، قام المزيد من سلاح الفرسان الفرنسي بشن هجمات على أجنابهم، وفر بقية الفرسان النمساويين شمالاً إلى راتيسبون بسرعة كبيرة.

## العواقب
انتصر الفرنسيون في المعركة، ولكنها لم تكن معركة حاسمة. كان نابليون يأمل أن يتمكن من اللحاق بالجيش النمساوي بين دافو ونهر الدانوب، لكنه لم يكن يعلم أن راتيسبون قد سقطت، مما أعطى النمساويين وسيلة للهروب عبر النهر.
ومع ذلك، ألحق الفرنسيون 10,700 ضحية مقابل 3000 فقط، وشهد وصول نابليون السريع إعادة تنظيم محوري كامل لجيشه (من محور الشمال والجنوب إلى محور الشرق والغرب) مما سمح بهزيمة النمساويين. أدت الحملات اللاحقة إلى استعادة الفرنسيين لمدينة راتيسبون، وطرد النمساويين من جنوب ألمانيا، وسقوط فيينا.
يزعم أن نابليون قد أشار إلى سلسلة المناورات التي بلغت ذروتها في إيكمول بأنها كانت "الأفضل" التي أجراها على الإطلاق.
بعد الانتصار في إيكمول، أدى مجلس الحرب الذي شكله نابليون إلى معركة راتيسبون.

## ملحوظات
1. ↑  "Экмюль". Энциклопедический словарь Брокгауза и Ефрона. Том XL, 1904 (بالروسية). XL: 253. 1904. QID:Q24505281.
2. 1 2  Bodart 1908، صفحة 399.
3. 1 2  Gill 2014، صفحة 257.
4. 1 2  Rothenberg 1982، صفحة 173.
5. ↑  Bowden, S. & Tarbox, C., Armies on the Danube 1809, Empire Games Press, 1980. Page 96
6. ↑  Gill 2014، صفحة 279.
7. 1 2  Gallaher 2000، صفحة 185.

## قراءة إضافية
- Bowden، Scott & Tarbox، Charles (1989). Armies On The Danube 1809. The Emperor's Press. ISBN:0-913037-08-7.
- Chandler، David G. (1966). The Campaigns of Napoleon. Macmillan. ISBN:0-02-523660-1. اطلع عليه بتاريخ 2021-06-12.
- Chandler، David G., Ed. (1987). Napoleon's Marshals. Macmillan. ISBN:0-02-905930-5.{{استشهاد بكتاب}}:  صيانة الاستشهاد: أسماء متعددة: قائمة المؤلفين (link)
- Chandler، David (1979). Dictionary of the Napoleonic Wars. London : Arms and Armour Press. ISBN:978-0-85368-353-7. اطلع عليه بتاريخ 2021-06-12.
- Epstein، Robert M. (1994). Napoleon's Last Victory and the Emergence of Modern War. University Press of Kansas. ISBN:0-7006-0664-5. اطلع عليه بتاريخ 2021-06-12.
- Rothenberg، Gunther E. (1995). Napoleon's Great Adversary: Archduke Charles and the Austrian Army 1792–1814. Sarpedon. ISBN:1-885119-21-6.
- Rothenberg، Gunther E. (2004). The Emperor's Last Victory. Weidenfeld & Nicolson. ISBN:0-297-84672-8.